# Választások 2009-ben
További választási listákat lásd: 2006 • 2007 • 2008 • 2010
Ez az oldal a 2009-ben lebonyolítandó elnök- és országgyűlési választásokat, illetve egyéb, politikai jellegű népszavazásokat sorolja fel a világ minden országában, teljességre törekedve.

## Január
- január 12.: Málta, elnöki, közvetett
- január 18.: Salvador, parlamenti
- január 25.: Bolívia, alkotmányi népszavazás
- január 26.: Szomália, elnöki, közvetett

## Február
- február 8.: Türkmenisztán, parlamenti, harmadik forduló
- február 8.: Liechtenstein, parlamenti
- február 8.: Svájc, népszavazás a szabad határátlépésről az EU-val
- február 10.: Izrael, parlamenti
- február 12.: Francia Polinézia, elnöki, közvetett
- február 15.: Venezuela, népszavazás az alkotmányról

## Március
- március 8.: Észak-Korea, parlamenti
- március 15.: Salvador, elnöki
- március 18.: Azerbajdzsán, népszavazás az alkotmányról
- március 21.: Szlovákia, elnöki, első forduló
- március 22.: Macedónia, elnöki
- március 29.: Mayotte, népszavazás a sziget státuszáról
- március 29.: Montenegró, parlamenti
- március 29.: Szomáliföld, elnöki
- március: Maldív-szigetek, parlamenti
- március: Kongói Köztársaság, elnöki

## Április
- április 4.: Szlovákia, elnöki, második forduló
- április 5.: Moldova, parlamenti
- április 9.: Algéria, elnöki
- április 9.: Indonézia, parlamenti
- április 19.: Ecuador, elnöki és parlamenti
- április 19.: Észak-Ciprus, parlamenti
- április 19.: Haiti, szenátus (12 tag a 30-ból)
- április 22.: Dél-afrikai Köztársaság, parlamenti
- április 25.: Izland, parlamenti
- április 26.: Andorra, parlamenti
- április 27.: Jemen, parlamenti
- április: Comore-szigetek, parlamenti

## Május
- május 3.: Panama, elnöki és parlamenti
- május 10.: Új-Kaledónia, parlamenti
- május 10. vagy május 17.: Litvánia, elnöki
- május 19.: Malawi, elnöki és parlamenti
- május 23.: Németország, elnöki (közvetett)
- május 24.: Mongólia, elnöki
- május: Olaszország, népszavazás a választási törvényről

## Június
- június 4–7: Európai Unió, európai parlamenti, Magyarországon
- június 6.: Mauritánia, elnöki, első forduló
- június 7.: Dánia, népszavazás az öröklési törvényről
- június 7.: Libanon, parlamenti
- június 12.: Irán, elnöki
- június 14.: Bulgária, parlamenti
- június 14.: Luxemburg, parlamenti
- június 28.: Albánia, parlamenti; Bissau-Guinea, elnöki

## Július
- július 5.: Mexikó, parlamenti
- július 8.: Indonézia, elnöki
- július: Mauritius, parlamenti

## Augusztus
- augusztus 2.: Comore-szigetek, parlamenti
- augusztus 4.: Niger, népszavazás.
- augusztus 20.: Afganisztán, elnöki; Niger, parlamenti
- augusztus 21.: Új-Zéland, népszavazás
- augusztus 30.: Gabon, elnöki; Japán, parlamenti

## Szeptember
- szeptember 14.: Norvégia, parlamenti
- szeptember 27.: Németország, Portugália, parlamenti; Szomáliföld, elnöki; Svájc népszavazás
- szeptember: Saint Kitts és Nevis, parlamenti
- szeptember: Aruba, parlamenti
- szeptember: Makaó, parlamenti

## Október
- október 2.: Írország, népszavazás a lisszaboni szerződésről
- október 9.: Botswana, parlamenti
- október 9-10.: Csehország, parlamenti
- október 11.: Guinea, elnöki
- október 25.: Uruguay, Tunézia, elnöki és parlamenti
- október 28.: Mozambik, elnöki és parlamenti

## November
- november 3.: Északi-Mariana-szigetek, kormányzói és törvényhozási
- november 30.: Honduras, elnöki és parlamenti
- november: Namíbia, elnöki és parlamenti
- november: Niger, elnöki és parlamenti
- november: Grönland, parlamenti
- november: Mozambik, elnöki és parlamenti

## December
- december 6.: Bolívia, elnöki és parlamenti
- december 6.: Comore-szigetek, parlamenti (1. forduló)
- december 6.: Románia, elnöki (2. forduló)
- december 7.: Moldova, elnöki (2. forduló)
- december 11.: Chile, elnöki
- december 12.: Abházia, elnöki
- december 13.: Chile, elnöki és parlamenti
- december 18.: Dominikai Köztársaság, parlamenti
- december 27.: Horvátország, elnöki (1. forduló)

## Külső hivatkozások
- Nemzeti parlamentek PARLINE adatbázisa. Országgyűlési választások eredményei 1966 óta
- ElectionGuide.org – Országos-szintű választások világkódexe
- parties-and-elections.de: Európai választások adatbázisa 1945-től
- ACE Electoral Knowledge Network – electoral encyclopedia and related resources from a consortium of electoral agencies and organizations
- Angus Reid Consultants: Election Tracker
- IDEA's Table of Electoral Systems Földwide
- European Election Law Association (Eurela)